# إريك نيلسن
إريك نيلسن هو محامي وسياسي كندي، ولد في 24 فبراير 1924 في ريجاينا في كندا، وتوفي في 4 سبتمبر 2008 في كيلونا في كندا بسبب نوبة قلبية. حزبياً، نشط في الحزب الكندي التقدمي المحافظ.

## مناصب
- انتخب Minister of Public Works (Canada) [الإنجليزية]‏ (4 يونيو 1979 – 2 مارس 1980).
- انتخب رئيس مجلس الملكة الخاص بكندا [الإنجليزية]‏ (17 سبتمبر 1984 – 26 فبراير 1985).
- انتخب وزير الدفاع الوطني [الإنجليزية]‏ (27 فبراير 1985 – 29 يونيو 1986).
- انتخب عضو مجلس العموم الكندي.
- انتخب نائب رئيس وزراء كندا [الإنجليزية]‏ (17 سبتمبر 1984 – 29 يونيو 1986).